# Ribadedeva
Ribadedeva é um concelho (município) da Espanha na província e Principado das Astúrias. Tem 35,66 km² de área e em 2019 tinha 1 756 habitantes (densidade: 49,2 hab./km²).

## Demografia
| Variação demográfica do município entre 1991 e 2004 | Variação demográfica do município entre 1991 e 2004 | Variação demográfica do município entre 1991 e 2004 | Variação demográfica do município entre 1991 e 2004 |
| --------------------------------------------------- | --------------------------------------------------- | --------------------------------------------------- | --------------------------------------------------- |
| 1991                                                | 1996                                                | 2001                                                | 2004                                                |
| 2045                                                | 1916                                                | 1806                                                | 1890                                                |